# Palouse Ridge Golf Club
A Palouse Ridge Golf Club egy tizennyolc lyukas, bajnokságok rendezésére is alkalmas golfpálya a Washingtoni Állami Egyetem pullmani campusán. A 2008-ban megnyílt létesítmény a Washington State Cougars Pac-12 Conference-ben játszó golfcsapatának az otthona.
A 790 méteres tengerszint feletti magasságon, a Martin Stadion és a Moscow–Pullmani regionális repülőtér között elterülő pálya tervezője John Harbottle III.

## Történet
A jelenlegi golfpálya helyén eredetileg az 1925-ben megnyílt „WSU Golf Course” feküdt. A kilenc lyukas létesítmény első és kilencedik lyukai a Stadium Way felé nyúltak el (ma itt parkoló van), a pálya egy része pedig a Bailey–Brayton Stadion keleti oldaláig húzódott (ma itt teniszpályák találhatóak).
2006-ban a régi pályát lezárták, és megkezdődött a 12,3 milliárd dollár költségvetésű átalakítás, melynek részeként a régi létesítmény területét megnövelték és tereprendezést hajtottak végre. A 2008. augusztus 29-én megnyílt golfpályát a sportolás mellett a műfűkutatási laboratórium részeként is hasznosítják, emellett a a létesítmény a térség turisztikai jelentőségét is megnövelte. A területen eddig három NCAA-bajnokságot rendeztek: a 2012-es Pac-12 női tornát, a 2013-as NCAA nyugati regionális férfi bajnokságot, valamint a 2015-ös Pac-12 férfi tornát.
Pullman önkormányzata az 1990-es évek elején a városi gimnázium közelében egy második pályát kívánt építeni; a helyi lakosok ellenzése miatt 1994-ben népszavazást írtak ki, ahol az indítvány elbukott.

## Fordítás
Ez a szócikk részben vagy egészben  a   Palouse Ridge Golf Club című angol Wikipédia-szócikk ezen változatának fordításán alapul.  Az eredeti cikk szerkesztőit annak laptörténete sorolja fel. Ez a jelzés csupán a megfogalmazás eredetét és a szerzői jogokat jelzi, nem szolgál a cikkben szereplő információk forrásmegjelöléseként.